# Kónya sárma
A kónya sárma (Ornithogalum boucheanum) a spárgafélék (Asparagaceae) családjának csillagvirágformák (Scilloideae) alcsaládjába tartozó növényfaj. Gyakran nevezik madártejnek is — ez, miként a német „csillagtej” név is — a virágok és a hártyás porzószálak opálosan tejfehér színére utal.

## Származása, elterjedése
Magyarországon honos.

## Megjelenése, felépítése
Hagymái dió nagyságúak. Húsos, vaskos szára hengeres. Tőálló, hegyes csúcsú levelei szálasak, a levélszél és levéllemez egyaránt ép. A levelek keresztmetszete U alakú.
A virágok egyszerű, tömött fürtben nyílnak a tőkocsány csúcsán. A hatos szimmetriájú, látványos virágok hegyes csúcsú, szétterülő lepellevelei belül zöldesek, a szegélyük fehér; a két szín átmenete fokozatos, vékonyan fogazott vonalú.

## Életmódja
Tömegesen telepszik meg a parlagokon, elhagyott szőlőkben, akácosokban, erdőirtásokban — az Alföldön főleg a nedvesebb élőhelyeken: vizenyős réteken, lápréten, utak mellett. Virágai április–májusban nyílnak; estére becsukódnak. Magvait részben hangyák terjesztik.